# Partido judicial de Granollers
El Partido judicial de Granollers es uno de los 49 partidos judiciales en los que se divide la comunidad autónoma de Cataluña, siendo el partido judicial n.º 3 de la provincia de Barcelona.
El ámbito territorial, que viene regulado por el Real Decreto 529/1983, de 9 de marzo, comprende a las localidades de Aiguafreda, La Ametlla, Bigas, Caldas de Montbui, Campins, Canovellas, Cánoves y Samalús, Cardedeu, Castelltersol, Figaró-Montmany, Fogás de Monclús, Las Franquesas del Vallés, La Garriga, Granera, Granollers, Gualba, Llissá de Munt, Llissá de Vall, Llinars del Vallés, Montornés del Vallés, Montseny, La Roca del Vallés, San Antonio Vilamajor, San Celoni, San Esteban de Palautordera, San Felíu de Codinas, San Pedro de Vilamajor, San Quirico Safaja, Santa Eulalia de Ronsana, Santa María de Palautordera, Tagamanent, Vallgorguina, Vallromanes, Vilanova del Vallés y Villalba Saserra.
La cabeza de partido y por tanto sede de las instituciones judiciales es Granollers. Cuenta con nueve Juzgados de Primera Instancia e Instrucción, dos Juzgados de lo Penal y tres Juzgados de lo Social.